# Koruthaialos butleri
Koruthaialos butleri är en fjärilsart som beskrevs av De Nicéville 1883. Koruthaialos butleri ingår i släktet Koruthaialos och familjen tjockhuvuden. Inga underarter finns listade i Catalogue of Life.